# Rt1 in the mix
rt1 in the mix ist ein privater Hörfunksender mit Sitz in Augsburg, der ein 24-Stunden-Vollprogramm überträgt. Gespielt werden Titel aus verschiedenen Genres der letzten Jahrzehnte, die nahtlos ineinander übergehen. Der Mix wird von DJ Enrico Ostendorf erstellt.
Veranstalter ist die rt1.digital broadcast GmbH (Geschäftsführung Bernhard Hock). Es handelt sich dabei um ein Tochterunternehmen der rt1.media group, die unter anderem auch den Lokalsender Hitradio RT1 in Augsburg betreibt und zur Mediengruppe Pressedruck gehört.

## Geschichte
In seiner Sitzung vom 29. Juli 2010 genehmigte der Medienrat der Bayerischen Landeszentrale für neue Medien (BLM) die Änderung des Formats von Radio Kö in rt1 in the mix im lokalen DAB-Versorgungsgebiet Augsburg. Daraufhin nahm am 30. August 2010 der neue Sender den Betrieb auf. Bis 2012 erfolgte die Übertragung via DAB und Internet. Anschließend wurde der Sender als reines Internetradio fortgeführt.
Im Sommer 2016 genehmigte der Medienrat der BLM die Rückkehr zum Digitalradio. Der Sendebeginn via DAB+ erfolgte dann am 29. November 2016.
Gemäß Funkanalyse Bayern erreichte rt1 in the mix die meisten Hörer unter allen lokalen Digitalradioangeboten in Bayern.

## Programm und Zielgruppe
Nach Angaben der BLM richtet sich der Sender mit seiner nonstop gemixten Musik aus den Genres Dance, Rap, HipHop, Soul, Funk und Hits der letzten Jahrzehnte an Hörer im Alter von 16 bis 29 Jahren.

## Empfang
Die Ausstrahlung erfolgt im Großraum Augsburg über DAB+ Kanal 9C und weltweit über Livestream.